# Conosimus coelatus
Conosimus coelatus är en insektsart som först beskrevs av Étienne Mulsant och Claudius Rey 1855.  Conosimus coelatus ingår i släktet Conosimus och familjen sköldstritar. Inga underarter finns listade i Catalogue of Life.